# Louis Constanz Berger

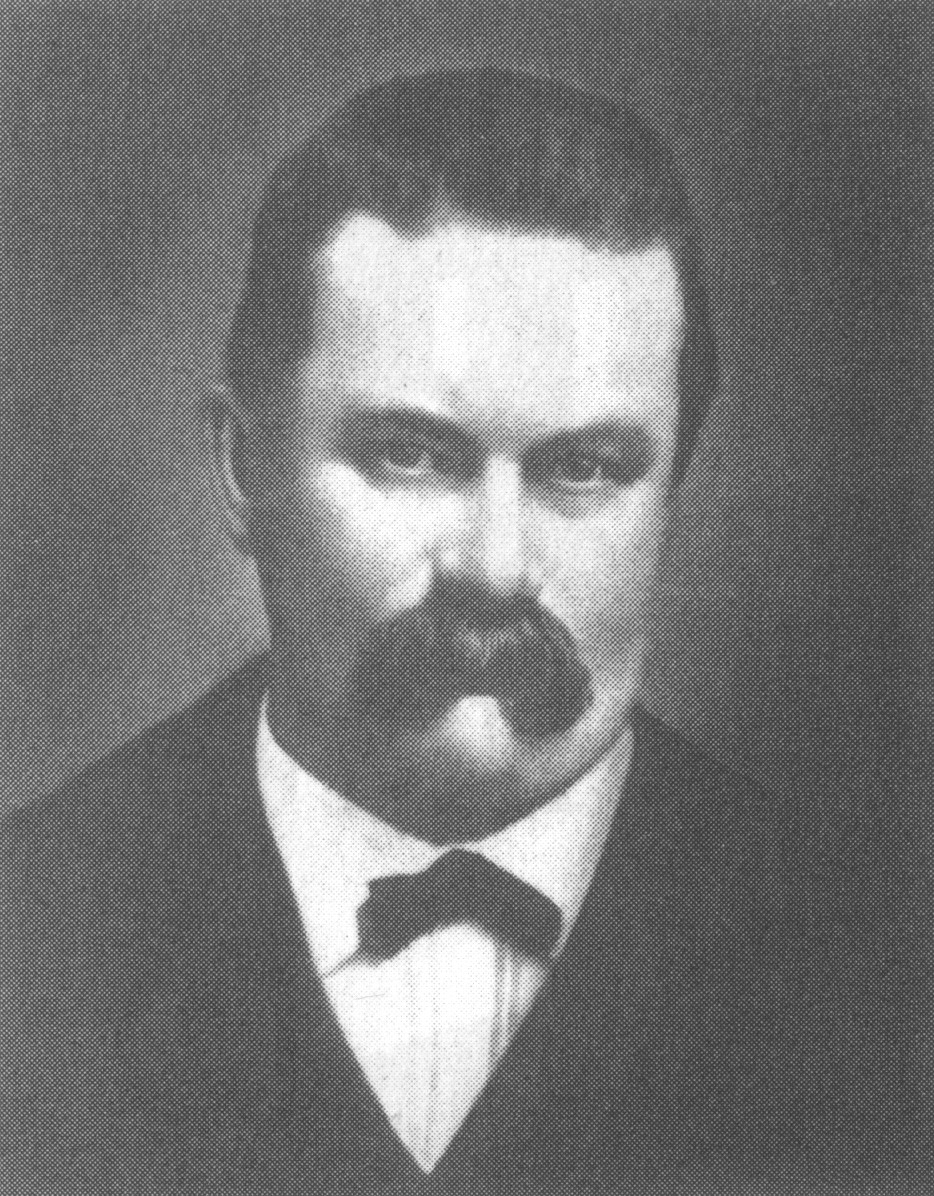
Louis Constanz Berger

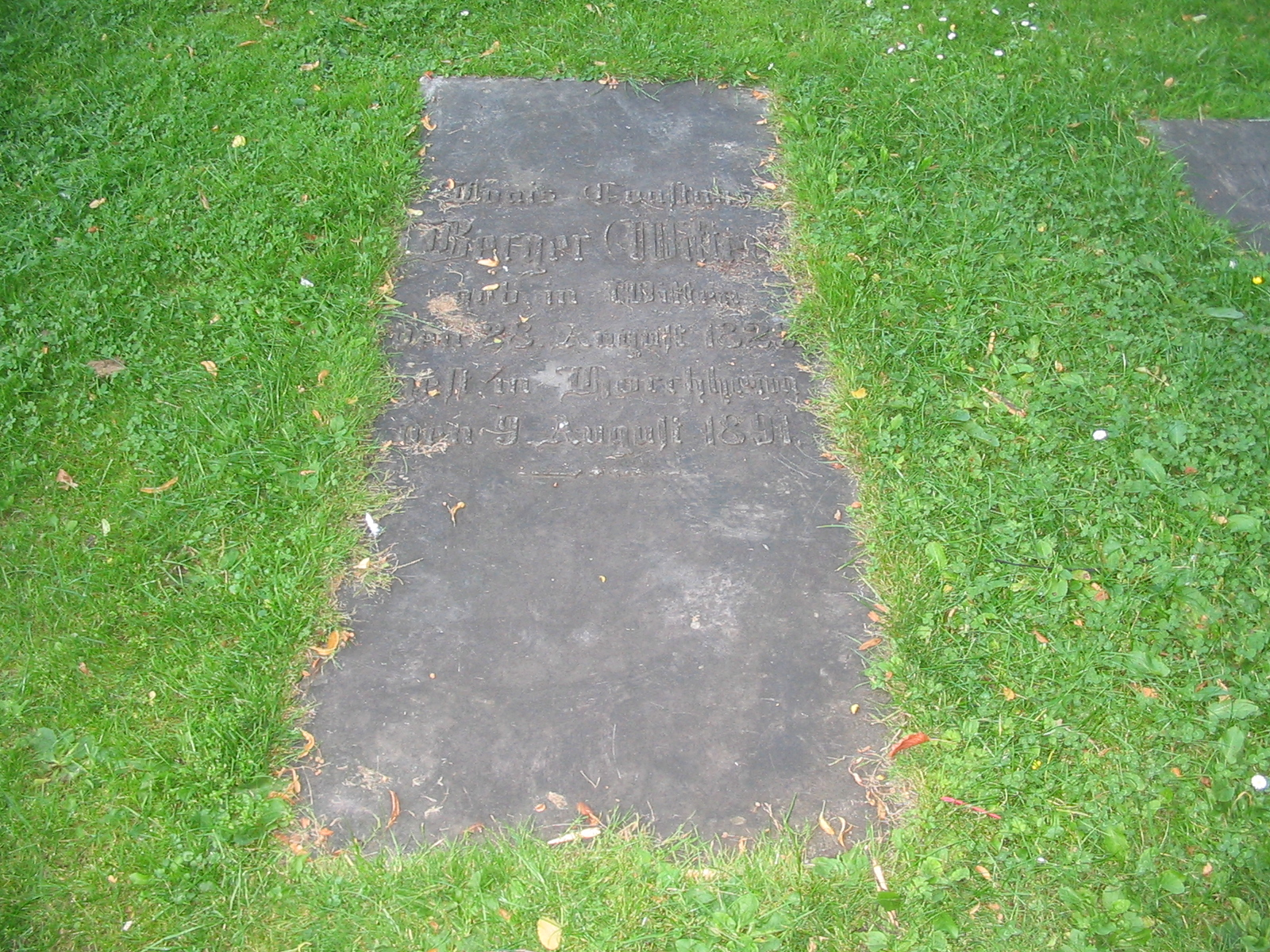
Grabstein im Lutherpark in Witten

Louis Constanz Berger, auch Louis Constant Berger Witten, (* 28. August 1829 in Witten; † 9. August 1891 in Horchheim bei Koblenz) war ein Wittener Industrieller und liberaler Politiker.

## Leben

### Industrie
Bergers Vater war der Industrielle Carl Ludwig Berger, der 1854 die Gußstahlfabrik Carl Berger & Co. (das spätere Gussstahl-Werk Witten, heute Deutsche Edelstahlwerke Specialty Steel) gegründet hatte. 
Er trat in die Firma seines Vaters ein und entwickelte die Herstellung von Gussstahlgewehrläufen, wodurch das Unternehmen einen erheblichen Aufschwung nahm. Im Jahre 1873 wurde das Unternehmen in eine Aktiengesellschaft umgewandelt und Berger verzog aus Witten und widmete sich von diesem Zeitpunkt an nur noch der Politik.

### Politik
Berger war von 1865 bis 1891 Parlamentarier des Preußischen Landtages und 1874 bis 1881 Mitglied des Deutschen Reichstages. Er gehörte zu den Unterstützern des Reichs-Militärgesetzes von 1874. Ursprünglich gehörte er der Fortschrittspartei an und bildete später zusammen mit Loewe-Calbe eine eigene Fraktion zwischen Nationalliberalen und Fortschrittspartei.
Von Louis Berger stammt das Zitat „Es wird nirgends mehr gelogen als vor der Wahl, während des Krieges und nach der Jagd.“, das fälschlicherweise oft Otto von Bismarck zugeschrieben wird.
Sein Grab befindet sich im heutigen Lutherpark.

## Ehrungen
Wegen seiner Verdienste um die Förderung der Eisenbahnverkehrsverhältnisse, insbesondere seinen Einsatz für den Bau der 1885 eingeweihten Eisenbahnverbindung Wengerohr-Wittlich, wurde er 1884 zum ersten Ehrenbürger der Stadt Wittlich ernannt. Im Jahr 2000 wurde der Maare-Mosel-Radweg auf der ehemaligen Bahntrasse in Wittlich „Louis-Berger-Weg“ benannt.
Gut zehn Jahre nach Bergers Tod im Jahre 1891 ließ die Turngemeinde Witten von 1848 von 1902 bis 1904 zu Ehren ihres Mitbegründers das Berger-Denkmal in Witten errichten. In der 1839 erbauten Villa Berger, dem Familiensitz an der Ruhrstraße in Witten, befindet sich heute das Kulturforum Witten.

## Familie
Er heiratete am 17. August 1856 Louise Harkort (* 15. August 1831; † 26. September 1907), eine Tochter des Industriepioniers Friedrich Harkort.

## Werke
- Louis Constanz Berger: Der alte Harkort. Ein westfälisches Lebens- und Zeitbild. Baedeker, Leipzig 1890, urn:nbn:de:hbz:6:1-192300.